# Krystyna Dwucet
Krystyna Dwucet (zm. 2019) – polska specjalistka w zakresie geografii fizycznej, geografii turystycznej, geomorfologii, dr hab. nauk o Ziemi, profesor nadzwyczajny Górnośląskiej Wyższej Szkoły Handlowej im. Wojciecha Korfantego w Katowicach.

## Życiorys
7 grudnia 2004 habilitowała się na podstawie oceny dorobku naukowego i pracy zatytułowanej Litogeneza górnego lessu vistuliańskiego na Wyżynach Polskich i na Nizinie Śląskiej, a potem otrzymała nominację na profesora nadzwyczajnego w Górnośląskiej Wyższej Szkoły Handlowej im. Wojciecha Korfantego w Katowicach.
Pełniła funkcję członka Zespołu Kierunków Studiów Wychowania Fizycznego i Zespołu Nauk Przyrodniczych oraz Rolniczych, Leśnych i Weterynaryjnych Polskiej Komisji Akredytacyjnej.

## Publikacje
- 2006: Wykorzystanie zasobów dziedzictwa archeologicznego w województwie śląskim dla celów turystycznych[1]
- 2007: Transformation of Landscape of Industrial Town (a case study of Chorzów – Silesian province)[1]
- 2016: Regeneration and adaptation of strongly anthropogenically altered areas for recreation and tourism purposes – case study of the Silesian Upland[1]